# 플로이드 B. 올슨
플로이드 비에른스티에르네 올슨(Floyd Bjornstijerne Olson, 1891년 11월 13일 ~ 1936년 8월 22일)은 미국의 정치인이자 변호사였다.  삼기 주지사였던 그는 1931년 1월 6일부터 1936년 8월 22일 자신이 44세의 나이에 직무에서 사망했을 때까지 제22대 미네소타주지사를 지냈다.  올슨은 미네소타 농민노동당 소속이자 주지사직을 이기는 데 그 당의 첫 당원이었다.  그는 미네소타주의 현저한 주지사이자 영향적인 미국의 정치인이었다.

## 어린 시절
미네소타주 미니애폴리스의 북부에서 태어난 올슨은 노르웨이인 부친 파울 올센과 스웨덴인 모친 아이다 마리아 닐스도테르의 외동 아들이었다.  올슨이 자라온 노스 사이드 이웃은 상당한 정통파 유대교 공동체의 거주지였고 어떤 지방 유대인 가족들과 올슨의 우정은 그를 유대인들이 안식일에 허용되지 않은 작업을 수행함으로서 그들을 원조하는 것으로 이끌었다.  올슨은 자신의 유대인 이웃들로부터 자신의 어린 시절 협회들로부터 이디시어를 선택하였고, 몇년 후에 선출된 직무에 있던 동안 조언적 역할들에서 몇몇의 유대인들이 자신을 섬기도록 한 것에 추가로 유대인 공동체에서 선거 운동을 벌인 동안 그 언어에 능통하였다.
1909년 미니애폴리스에 있는 노스 고등학교를 졸업한 후, 올슨은 노던 퍼시픽 레일웨이를 위하여 일하러 갔다.  다음해 그는 미네소타 대학교에 입학했으나 그 동안 학교의 규칙을 위반하여 중산모자를 쓴 것 때문에 항상 어려움을 겪고 필수 ROTC 훈련에 참가하는 데 거부했던 것으로 겨우 1년 만에 중퇴하였다.
서부로 향한 올슨은 자신이 항만 근로자가 되어 세계산업노동자연맹에 가입했던 시애틀에 잠시 정착하기 전에 캐나다와 알래스카에서 일련의 뜨내기 일을 하였다.  이 시간 동안 올슨은 넓게 독서를 하여 자신이 인생의 나머지에 유지할 준사회주의 철학 포퓰리즘을 채택하였다.
1913년 미네소타주로 돌아온 올슨은 윌리엄 미첼 법학 대학교 (당시 노스웨스턴 법학 대학교)에 입학하여 1915년 자신의 학위를 취득하였다.  동년에 그는 뉴프레이그에서 아다 크레이치를 만나 결혼하여 일상적 변호사가 되었다.

## 헤너핀군 검사
1919년 올슨은 헤너핀군 보조 검사로서 기용되어 이드매 이전의 검사가 뇌물을 받은 것으로 해고를 당한 후 자신이 헤너핀군 검사가 되었다.
그 시기 동안 그는 자신이 제삼당 공천 후보에 대통령을 위하여 출마하는 데 로버트 M. 라폴레트 상원을 징집하는 시도를 한 조직 48 위원회를 형성하는 도움을 주었을 때 정치에 자신의 첫 발을 내디뎠다.  노력은 성공하지 못했으나 이후에 라폴레트는 1924년 진보당 공천 후보에 출마하려고 했다.  동년에 올슨은 미국 하원에서 지방 의석을 위하여 민주당 예비 선거에 나갔으나 패하였다.
헤너핀군 검사로서 올슨은 비뚤어진 기업인을 쫓는 것을 좋아하는 엄격한 검사로서 빨리 명성을 얻었다.  그는 존경과 살해 위협을 모두 가져온 잘 알려진 사건에서 쿠 클럭스 클랜을 맡았고, 1922년과 1926년 직무로 재선되었다.

## 주지사 후보
1923년 올슨은 그들이 노조 지도자의 집을 폭발시키는 데 암살자를 고용한 후, 일할 권리에 관한 법률을 보존하기 위해 헌신한 보수적 기업 조직인 미네소타주 시민 동맹의 지도자들을 상대로 소송을 제기하였다.  올슨의 시민 동맹에 대한 활발한 추격은 1924년 미네소타 농민노동당의 주지사 후보 지명을 위하여 출마하는 데 그에게 용기를 준 지방 노동 운동으로 그를 영웅으로 만들었다.
헤너핀 농민노동당 중앙 위원회의 지지를 확보한 올슨은 치열한 예비 선거에서 후보 지명을 좁게 이겼다.  라폴레트의 대통령 선거 운동에 의하여 부양된 그는 공화당 후보 시어도어 크리스천슨의 48 퍼센트에 투표의 43 퍼센트를 받았다.  민주당 후보 칼로스 애버리는 6 퍼센트와 함께 먼 3위로 왔다.
4년 후, 1928년 지방 공산주의자들와 연결을 피하기 위하여 이름을 변경한 새로운 "농민노동 협회"는 다시 주지사를 위하여 출마하는 데 올슨을 징집하는 시도를 하였다.  당위원회가 다시 한번 그를 이서했어도 이번은 그가 예비 선거 전투를 향하지 않을 것을 보증하여 올슨은 출마하는 데 거절하였다.  1928년 미국 대통령 선거에서 농민노동당 후보는 허버트 후버의 선거를 동행한 공화당 압승에 패하였다.
하지만 1930년 주식시장이 폭락하고 대공황이 시작되었다.  당의 신문이 올슨을 징집하라고 촉구한 후, 그는 후보 지명을 쉽게 이겼다.  농민, 노동조합과 작은 기업의 연합을 형성한 올슨은 선거에서 압도적인 승리로 휩쓸어 4자 경주에서 투표의 59 퍼센트를 받아 주의 87개 군들의 82개를 이겼다.

## 미네소타주지사
그가 주지사 직책을 맡을 당시 미네소타주의 입법부는 공식적으로 당파에 소속되지 않았으나 실제로는 올슨이 대표한 대부분을 반대했던 보수적 공화당원들에 의하여 지배되어 있었다.
그럼에도 불구하고 올슨은 곧 정치의 예술에서 자신이 능숙한 것을 증명하고 자신의 선거 운동 약속들의 대다수를 충족시켰다.  주지사로서 자신의 삼기 동안 올슨이 제안하여 입법부는 누진세를 제정한 법안을 통과시켰고, 노인을 위한 복지 프로그램을 창조하였고, 주의 자연보전 프로그램들을 확장시켰고, 여성에 대한 동일임금과 단체교섭으로 권리를 보증하였으며 최저임금과 고용보험제를 제정하였다.
이 변화들에 불구하고 입법부가 자신들이 사회주의와 올슨이 주장한 것이 "협동주의"로 본 것에 망설이면서 국유재산 아래 미네소타주의 전력회사, 철광, 유전, 곡식 엘리베이터와 식육제관업을 놓으려고 한 올슨이 가장 원했던 법안은 한번도 빛을 본 적이 없었다.
그의 정당의 강령이 성공적으로 더욱 급진적으로 자라나면서 중산층 계급 중의 올슨의 지지는 침식되기 시작했다.  하지만 노동과 농업으로부터 그의 원기 왕성한 지지는 줄어들지 않은 채로 남아 있었고 1932년과 1934년에 쉽게 재선되었다.
1933년 타임 잡지는 미네소타주 의사당의 계단들로부터 연설한 올슨을 다음과 같이 인용하였다.
난 입법부로 마지막으로 호소한다.  만약 상원이 주에 있는 환자를 위한 규정을 만들지 않고 연방 정부가 원조하는 데 거부한다면 난 내가 보유한 권력을 불러 일으키고 계엄령을 선언할 것이다 ...  경비병이 가져올 상당한 부와 지금보다 더 많은 것을 포기해야 할 것을 그들이 우연히 소유하고 있기 때문에 많은 사람들이 지금 구호 조치에 맞서 싸우고 있다. 만약 내가 인간적으로 막을 수 있다면 주에서 비참한 일은 없을 것이다 ... 주와 연방 정부들이 현재 상황의 재발을 방지하기 위해 조치를 취하지 않는 한 난 정부의 현재 시스템은 지옥으로 추락할 것을 희망한다.
1934년 5월 16일 빠르게 공개적으로 폭력을 행사한 것에 결과를 가져온 미니애폴리스에서 트럭 운송업자의 조합이 파업 (1934년 미니애폴리스 총파업)을 시작하였다.  폭력은 7월 26일 올슨 주지사가 계엄령을 선언했을 때까지 다음 2달간 썰물처럼 흘러갔고 부관 엘라드 A. 월시의 명령 아래 4,000명의 주방위군을 동원하였다.  월시는 질서를 회복하는 데 검문소, 보안 순찰과 소등 명령의 조합을 이용하였다.  폭력이 가라앉으면서 협상들이 재개되고 협정이 노동 분쟁을 끝내는 데 도달되었다.
숙고적인 성취들과 넓게 퍼진 후원에 불구하고 올슨의 행정부는 그의 행정부의 어떤 일원들과 범죄 조직 사이에 연결이 있었던 신문 편집자 월터 리겟을 십자군으로 몰아낸 혐의로 훼손을 당했다.  하지만 올슨이 개인적으로 연루되었다는 증거는 전혀 없었다.  1935년 리겟은 그의 가족 앞에서 총에 맞아 쓰러졌다.  미네소타주 갱 단원 키드 캔은 기소되었지만 살인 혐의에 유죄 판결을 받지는 않았다.
올슨과 그의 미네소타 농업노동당은 프랭클린 D. 루스벨트 대통령과 함께 비공식 동맹을 만들고 1936년 그를 지지하였다.  루스벨트는 뉴딜의 연합을 구축하고 있었고 민주당원들이 약한 제3당이었던 미네소타주에서 올슨이 약속할 수 있는 탄탄한 기반을 원했다.  루스벨트는 올슨과 거래를 하여 미네소타 농업노동당이 얻을 수 있는 연방 후원을 얻었고 차례로 미네소타 농업노동당은 1936년 루스벨트를 상대로 제3당 공천 후보를 막으려고 했다.

## 최종의 세월
1935년 올슨은 제3당 후보로서 1936년 미국 대통령 선거에서 대통령을 위하여 출마할 것에 관한 가능성을 배제하였다.  대신 그해 11월 18일 그는 미네소타주의 상원 의석들 중의 하나를 위하여 장기적 현직 상원 토머스 셜을 상대로 출마할 자신의 의사를 발표하였다.  셜 상원이 교통 사고로 재직 중 사망했을 때 올슨의 기회들은 다음 달을 증명하였고 올슨에 의하여 선택되었던 셜의 임시 후계자 엘머 벤슨은 1936년 선거에서 의석을 위하여 출마하지 않기로 약속하였다.
하지만 올슨의 건강은 악회되기 시작하고 있었다.  자신의 선거 이래 심한 소화성궤양으로 고통을 겪은 올슨은 1935년 12월 메이오 클리닉으로 갔고 우암과 함께 진단되었다.  결국적으로 암은 치명적인 것을 증명하였다.  오늘의 연습과 마찬가지로 올슨은 자신의 상태의 심각성에 대해 듣지 못했다.
그래서 그의 건강을 확신한 올슨은 주지사로서 자신의 직무를 재개할 뿐만 아니라 자신의 정당의 대회를 결성하기 시작하고 자신의 상원 선거 운동으로 돌아오면서 자신을 더욱 약화시켰다.  자신이 주 전역을 헤매며 독점의 연방 소유를 성원하는 데 약속하면서 그의 암은 전이되었다.
1936년 6월 29일 마지막으로 공개석상에 모습을 드러낸 올슨은 미니애폴리스의 미네하하 공원에서 유세 연설을 하였다.  다음날 그는 치료를 위하여 메이오 클리닉으로 돌아왔으나 너무 늦었다.  8월 22일 그는 거기서 44세의 나이에 사망하였다.
올슨은 미네소타주에서 활동가와 정치인들의 여러 세대에 걸쳐 계속해서 영감을 주었다.  그는 쉽게 주의 가장 영향적인 정치인들 중의 하나였다.

## 기념물

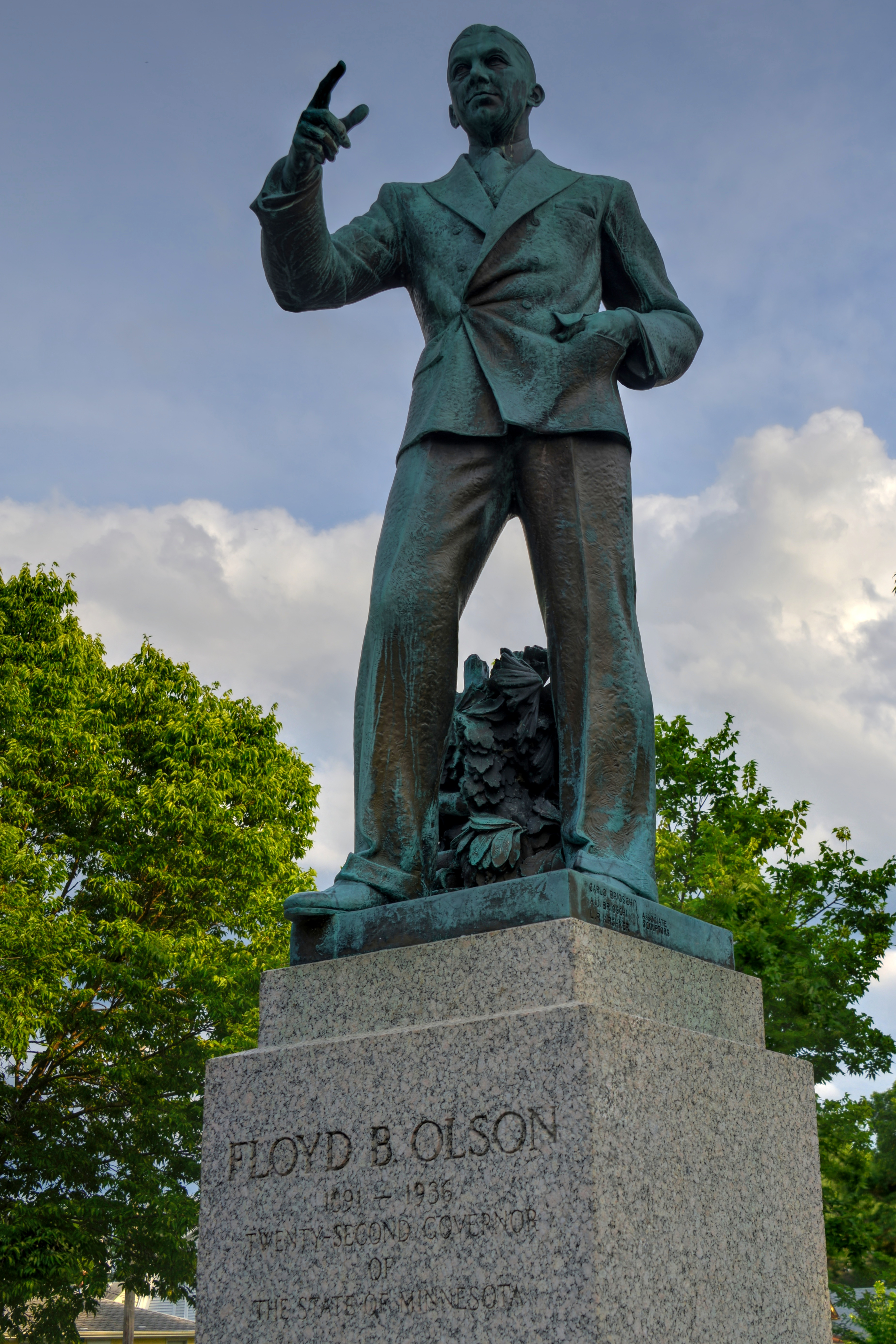
미니애폴리스 노스 사이드에 있는 올슨의 동상

그의 사망 이래 주를 통하여 올슨의 수십개의 동상들이 건설되어 그중에 많은 것들이 그를 주의 "거대한 지사"로 선언한다.
올슨이 사망한 지 짧은 후에 미네소타 주립 고속도로 55는 그의 영예에 "플로이드 B. 올슨 기념 고속도로"로 이름이 변경되었다.  2004년 후순 최근에 사망한 로널드 레이건 대통령이 광범위한 대중의 비난을 받은 후 고속도로의 이름을 변경시키는 데 납세자 연맹에 의한 제안은 곧 버려졌다.
1974년 미니애폴리스에 있는 웨스터 49번가에 있는 프레드 B. 올슨 하우스 (1914년)는 미국 국립사적지에 나열되었다.

## 역대 선거 결과
| 선거명      | 직책명         | 대수 | 정당                | 득표율 | 득표수    | 결과 | 당락                 |
| ----------- | -------------- | ---- | ------------------- | ------ | --------- | ---- | -------------------- |
| 1924년 선거 | 미네소타주지사 | 21대 | 미네소타 농민노동당 | 43.84% | 366,029표 | 2위  | 낙선                 |
| 1930년 선거 | 미네소타주지사 | 22대 | 미네소타 농민노동당 | 59.34% | 473,154표 | 1위  | 미네소타 주지사 당선 |
| 1932년 선거 | 미네소타주지사 | 22대 | 미네소타 농민노동당 | 50.57% | 522,438표 | 1위  | 미네소타 주지사 당선 |
| 1934년 선거 | 미네소타주지사 | 22대 | 미네소타 농민노동당 | 44.61% | 468,812표 | 1위  | 미네소타 주지사 당선 |